# Joël Mathurin
Pour les articles homonymes, voir Mathurin.
Joël Mathurin est un haut fonctionnaire français né le 13 mars 1969 à Pointe-à-Pitre (Guadeloupe). Il est nommé préfet du Puy-de-Dôme le 6 septembre 2023, après avoir été successivement préfet de la Nièvre, préfet du Doubs et préfet du Morbihan.

## Biographie
Joël Mathurin est diplômé de l'Institut national agronomique (promotion 1992).
En 1992, il est membre de l'équipe « Évaluation des stratégies et des politiques agricoles » au laboratoire INRA d'économie et sociologie rurale de Grignon et chargé de travaux dirigés à l'université des sciences économiques de Cergy-Pontoise.
De 1994 à 1997, il prépare un doctorat en sciences économiques de l'université sociale de Toulouse dont le sujet de thèse est « Applications de la théorie des jeux coopératifs à l'analyse économique de la coopération internationale : illustrations par l'étude du cas de la politique agricole commune »
En 1997, il est chargé d'études à la direction des affaires financières et économiques du ministère de l'Agriculture et de la Pêche.
En 1999, il est nommé chef du bureau chargé de l’orientation économique et de l'environnement des entreprises à la direction des politiques économiques et internationales du ministère de l'Agriculture et de la Pêche.
En 2001, il est chef du service régional de la protection des végétaux à la direction régionale de l'agriculture de Rhône-Alpes et animateur de la cellule régionale d’observation et de prévention de la pollution des eaux par les pesticides.
En 2005, il est nommé sous-directeur de la qualité et de la protection des végétaux à la direction générale de l'alimentation du ministère de l'Agriculture et de la Pêche.
En 2008, il est nommé sous-préfet hors classe, sous-préfet de Roanne (classe fonctionnelle III).
En 2012, il est nommé secrétaire général de la préfecture du Doubs (classe fonctionnelle II).
En 2014, il est nommé préfet délégué pour l’égalité des chances auprès du préfet de l'Essonne.
Le 3 août 2016 il rejoint le corps des ingénieurs des ponts, des eaux et des forêts en tant qu'ingénieur général des ponts, des eaux et des forêts de classe normale.
Le 21 novembre 2016, il est nommé préfet de la Nièvre.
Le 24 septembre 2018, il est nommé préfet du Doubs.
Le 19 mai 2021, il est nommé préfet du Morbihan.
En juillet 2022 il est nommé directeur de cabinet du ministre délégué des Outre-mer Jean-François Carenco et directeur de cabinet adjoint du ministre de l'Intérieur Gérald Darmanin.
Le 6 septembre 2023, il est nommé préfet du Puy-de-Dôme.

## Engagements
Interrogé par le Journal du Centre, alors préfet de la Nièvre Joël Mathurin s’est décrit comme « un préfet de l’offensive ». Il s'intéresse plus particulièrement au tissu économique de son département aux prises avec de nombreuses fermetures d'usines. « Le volet économique va beaucoup m’occuper. Mais je veux aussi prendre le temps de m’occuper des entreprises qui marchent bien. Le pôle de technologie de Magny-Cours est un point d’appui fort ».
Il s'intéresse déjà à la promotion du numérique dès sa nomination dans la Nièvre, sujet qu'il évoquera également comme prioritaire à son arrivée à Besançon : « La fibre optique partout, pour tous, sur l’ensemble du territoire, y compris les territoires ruraux, c’est un enjeu majeur pour l’attractivité et les acteurs économiques ».

## Controverse
Lors de l'acte XX des gilets jaunes (manifestation du 30 mars 2019) à Besançon, un jeune homme vêtu d'un gilet jaune reçoit un coup de matraque par un policier venant dans son dos. La scène est filmée et diffusée par Emma Audrey, journaliste du média indépendant Radio BIP/Média 25. Le lendemain soir, interrogé dans le 19/20 de France 3 Franche-Comté, Joël Mathurin assurait que le jeune homme « faisait obstacle de sa personne à cette interpellation et en plus a eu une tentative de geste virulent, que de ramasser par contre une grenade lacrymogène pour la renvoyer vers les policiers ». Il ajoutait : « Ce qui est disproportionné, c'est de ne pas obtempérer à l'autorité du préfet », rappelant qu'il avait demandé deux heures plus tôt aux militants pacifiques de quitter les lieux de la manifestation. Mais une deuxième vidéo, publiée dimanche soir peu après 20 h 30, par Média 25, un média indépendant du département du Doubs, met à mal les propos du préfet. Interrogé par L'Est républicain, l'homme en question déclare à propos de la grenade : « J’ai vu une grenade à mes pieds. Je me suis écarté car j’ai cru qu’elle allait exploser. J’ai interpellé un policier en lui disant de la ramasser ». Interrogé le 2 avril 2019 par la chaîne France 3 Bourgogne-Franche-Comté, Joël Mathurin justifiera sa première déclaration : « Je ne suis pas spécialiste des questions d'images, j'ai des rapports de mes services, mon outil de travail ce sont les rapports de mes services ». Par la suite, il saisira l'IGPN pour faire la lumière sur les circonstances dans lesquelles le policier a fait usage de son arme. Un non-lieu a été rendu.

## Vie personnelle
Il est l'époux de la femme politique Hélène Geoffroy.

## Récompenses et distinctions

### Décorations
- Chevalier de la Légion d'honneur (31 décembre 2019)[10]
- Chevalier de l'ordre national du Mérite (14 novembre 2016)[11]
- Officier de l'ordre du Mérite agricole[12]
- Médaille de la sécurité intérieure, bronze

- Médaille d'honneur de l'administration pénitentiaire, or, à titre exceptionnel par arrêté du 13 juillet 2024[13]